# C/1843 D1 (Großer Märzkomet)
C/1843 D1 (Großer Märzkomet) ist ein Komet, der im Jahr 1843 mit dem bloßen Auge am Taghimmel gesehen werden konnte. Er gilt als einer der prächtigsten je gesehenen Kometen und wird oft als der schönste des 19. Jahrhunderts genannt. Er wird aufgrund seiner außerordentlichen Helligkeit zu den „Großen Kometen“ gezählt.

## Entdeckung und Beobachtung
Die frühesten Beobachtungen dieses Kometen erfolgten am Abend des 5. Februar 1843 (Ortszeit) sowie ein weiteres Mal am 11. Februar. Diese anonymen Beobachtungen, am 5. ohne weitere Einzelheiten, am 11. „in der Nähe von Beta Ceti“, wurden nach einem Bericht von Johann Franz Encke in einer Zeitung in New York erwähnt. Encke berechnete die Bahn des Kometen und fand, dass die beiden gemeldeten Beobachtungen wahrscheinlich echt waren. Der Komet näherte sich schnell der Sonne und konnte vor seinem Periheldurchgang Ende Februar wahrscheinlich nur noch wenige Male in Bermuda, Philadelphia und Puerto Rico beobachtet werden. Aber obwohl der Komet der Sonne immer näher kam, nahm seine Helligkeit so sehr zu, dass er von einem Beobachter in Chile am 27. Februar am hellen Tage ganz dicht an der Sonne gesehen werden konnte.
Am 27. Februar ging der Kern des Kometen von der Erde aus gesehen ab etwa 21:05 Uhr UT für ca. 55 Minuten hinter der Sonne vorbei und erschien wieder auf der anderen Seite kurz nach dem Zeitpunkt seiner größten Annäherung an die Sonne. Er entfernte sich etwas von der Sonne und bewegte sich dann wieder auf sie zu, so dass er anschließend gegen 23:30 Uhr UT noch einmal für etwa 65 Minuten vor der Sonne vorüberging. Diese Ereignisse blieben aber unbeobachtet.
Bereits am folgenden Tag gab es zahlreiche Sichtungsmeldungen aus Italien, viele Menschen sahen den Kometen als „einen sehr schönen Stern“ am hellen Tag mit einem 4 bis 5° langen Schweif etwa 3° neben der Sonne. Auch in Nordamerika gab es zahlreiche Beobachtungen. In China wurde verzeichnet, dass an diesem Tag ein großer „Besenstern“ gesichtet wurde. Am nächsten Tag, als der Komet 8° von der Sonne entfernt stand, reichte der Schweif des Kometen bereits bis in den Abendhimmel, was weitere unabhängige Entdeckungen des Kometen bewirkte. So gab es Meldungen u. a. aus Tasmanien, Mauritius, Brasilien, Neuseeland und Australien.

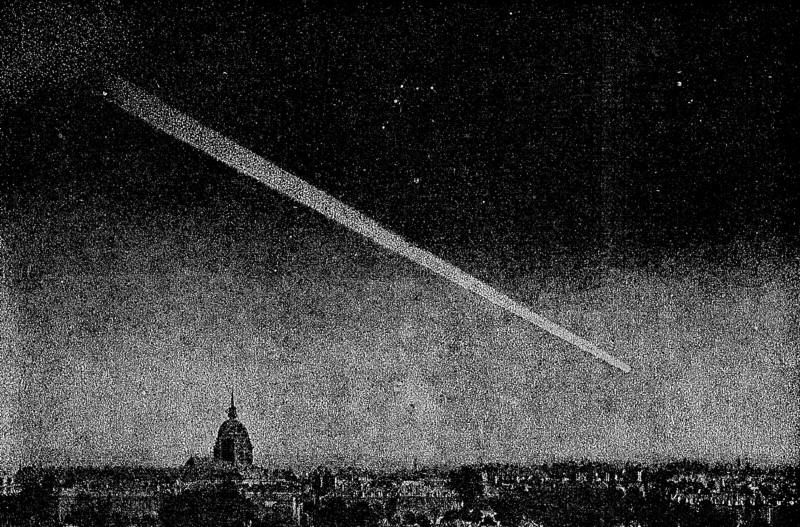
Der Große Komet von 1843

Am 3. März scheint sich der inzwischen 25° lange Schweif gegabelt zu haben, wie Charles Piazzi Smyth aus Südafrika berichtete. Obwohl am 4. März auch der Kern des Kometen erstaunlich hell leuchtete, war jedoch der hell silbrige Schweif, der sich vom Westen fast bis zum Zenit erstreckte, an den folgenden Tagen für die meisten Beobachter das Interessantere. Zwischen dem 10. und 20. März wurde die Länge des Schweifs allgemein zwischen 40 und 50° geschätzt, am 21. März konnte Johann Friedrich Julius Schmidt einen Schweif von 64° Länge beobachten, von dem Teile noch lange zu sehen waren, nachdem der Kopf bereits untergegangen war. Der Schweif war von bemerkenswert gleichförmiger und hoher Intensität über einen großen Teil seiner Länge sowie relativ schmal und gerade bis leicht gebogen und am Ende etwas gegabelt.
Ende März verblasste der Komet rasch, und am 3. April war er mit dem bloßen Auge kaum noch erkennbar. Der Komet wurde zum letzten Mal mit einem Teleskop am 19. April von Thomas Maclear in Südafrika beobachtet.
Der Komet erreichte am 7. März eine Helligkeit von < –3 mag.

## Auswirkungen auf den Zeitgeist
Dieser Komet hinterließ einen starken Eindruck bei den Menschen seiner Zeit, insbesondere im Hinblick auf seine Helligkeit und Pracht. Maclear erinnerte sich, dass der Komet C/1811 F1 nicht halb so glanzvoll war wie dieser. Andere Zeitgenossen rühmten den Kometen von 1843 über die Kometen C/1858 L1 (Donati) und C/1882 R1 (Großer Septemberkomet).
Abergläubische Menschen sahen in der Erscheinung des Kometen ein Vorzeichen des Jüngsten Tages, aber auch Naturvölker wurden in Angst und Schrecken versetzt. Die Aborigines in Südaustralien versteckten sich in Höhlen und sahen den Kometen als Unheilbringer, insbesondere für die weißen Kolonisten.

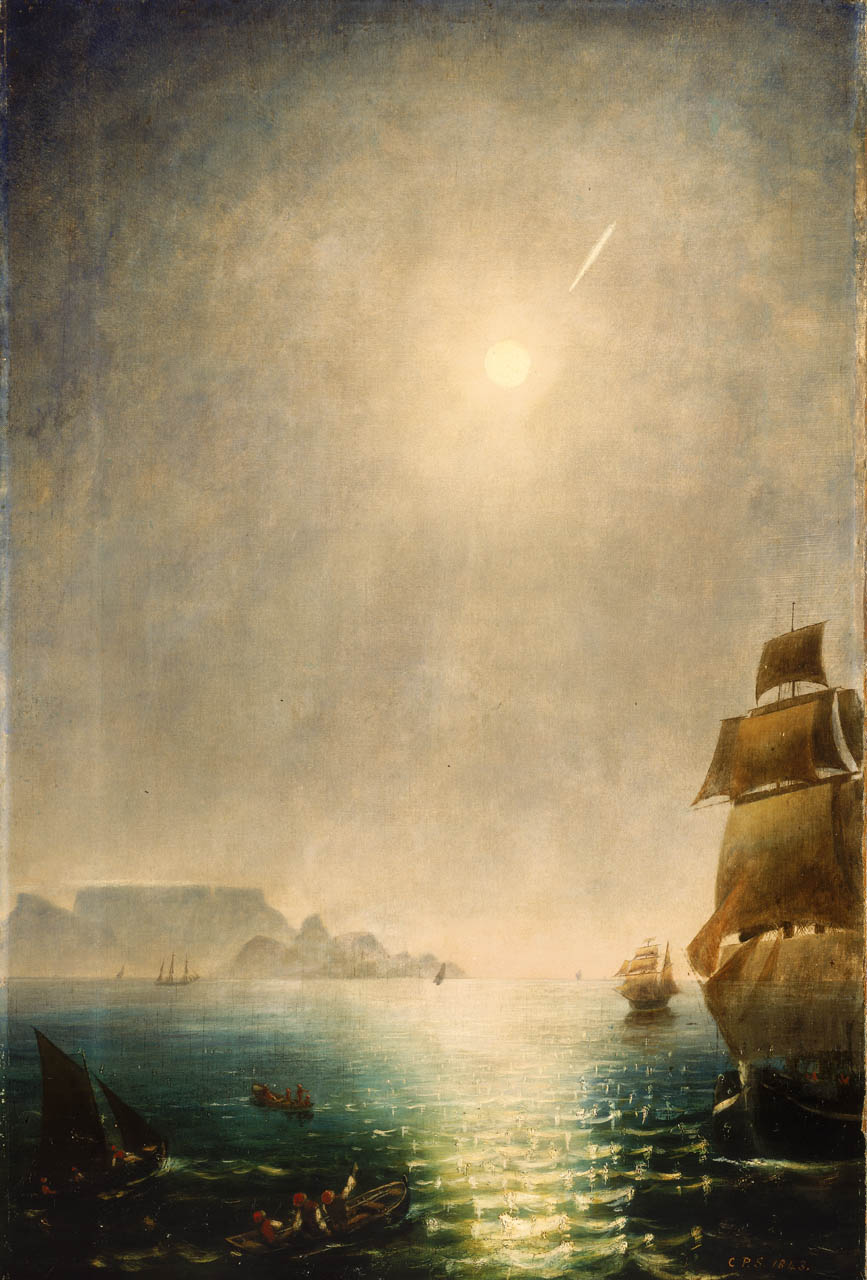
Charles Piazzi Smyth: Daylight View over Table Bay Showing the Great Comet of 1843

## Wissenschaftliche Auswertung
Kometen, die so nahe an der Sonne vorbeigehen wie der Große Komet von 1843, haben den Astronomen seit über 300 Jahren Rätsel aufgegeben. Seit nachgewiesen wurde, dass der Große Komet C/1680 V1 bei seiner größten Annäherung von nur 200.000 km die Sonnenoberfläche fast gestreift hatte, fragten sie sich zum einen, wie Kometen so etwas überstehen können, und zum anderen, wann ein solcher Sonnenstreifer zuvor schon einmal erschienen sein könnte.
Als die wahrscheinlichsten Kandidaten für eine frühere Erscheinung des Kometen von 1843 wurden lange Zeit drei oder vier Kometen aus dem letzten Drittel des 17. Jahrhunderts (nicht der Komet von 1680) angesehen. Als Umlaufzeit des Kometen wurden Werte von 175 Jahren bis herab zu völlig unmöglichen 7 Jahren vermutet. Direkte Berechnungen, die auf den Beobachtungen des Kometen basieren, zeigten aber, dass die Umlaufzeit wahrscheinlich nicht kürzer als 400 bis 500 Jahre sein kann.
Als im Jahr 1880 der Große Südkomet C/1880 C1 erschien, der in fast demselben Orbit umlief, bekamen trotzdem die Befürworter einer 35- bis 40-jährigen Periode wieder Aufwind. Als dann 1882 auch der Große Septemberkomet C/1882 R1 wieder mit einem sehr ähnlichen Orbit erschien, wurde schon vermutet, dass dieser Sonnenstreifer durch Reibung in einem die Sonne umgebenden festen Medium bei jeder Wiederkehr sehr stark abgebremst worden wäre. Dies erwies sich aber als nicht zutreffend, da die Beobachtungsdaten des Kometen von 1882 eine Umlaufzeit von mehreren Jahrhunderten ergaben.
Die Schlussfolgerung daraus war, dass es eine Anzahl von verschiedenen Kometen geben müsse, die sich in praktisch demselben sonnenstreifenden Orbit bewegen. Daniel Kirkwood war der Erste, der 1880 vorschlug, dass die sonnenstreifenden Kometen eine solche Kometengruppe bildeten. Er vermutete, dass die Kometen von 1843 und 1880 Bruchstücke des Kometen von –371 sein könnten, der nach dem Bericht des griechischen Historikers Ephoros in zwei Teile gebrochen war. Auch der Komet von 1882 zerbrach während seines Vorbeigangs an der Sonne in mehrere Fragmente. Einige Jahre später wurde mit dem Großen Südkometen C/1887 B1 ein weiteres Mitglied dieser Kometengruppe identifiziert.
Die Sonnenstreifer wurden dann von 1888 bis 1901 sehr intensiv von Heinrich Kreutz untersucht, der vermutete, dass alle Mitglieder der später nach ihm Kreutz-Gruppe benannten Kometengruppe von einem ursprünglichen Körper abstammten, der bei seinem Vorbeigang an der Sonne zerbrochen sei. Er identifizierte noch weitere mögliche Mitglieder der Gruppe, und auch im 20. Jahrhundert erschienen noch weitere Gruppenmitglieder in den Jahren 1945, 1963, 1965 und 1970.
Brian Marsden untersuchte 1967 die Bahnen der bis dahin bekannten Kometen der Kreutz-Gruppe und zeigte, dass deren Mitglieder nach ihren leicht unterschiedlichen Bahnelementen in zwei Untergruppen aufgeteilt werden können. Der zweithellste beobachtete Sonnenstreifer der letzten zwei Jahrhunderte C/1843 D1 stellt demnach zusammen mit C/1880 C1 den wichtigsten Repräsentanten der Untergruppe I dar. In der Folge gab es viele Versuche, die möglichen Zerfallsprozesse und resultierenden Bahnen der Sonnenstreifer theoretisch zu erfassen, insbesondere durch Zdenek Sekanina und andere.

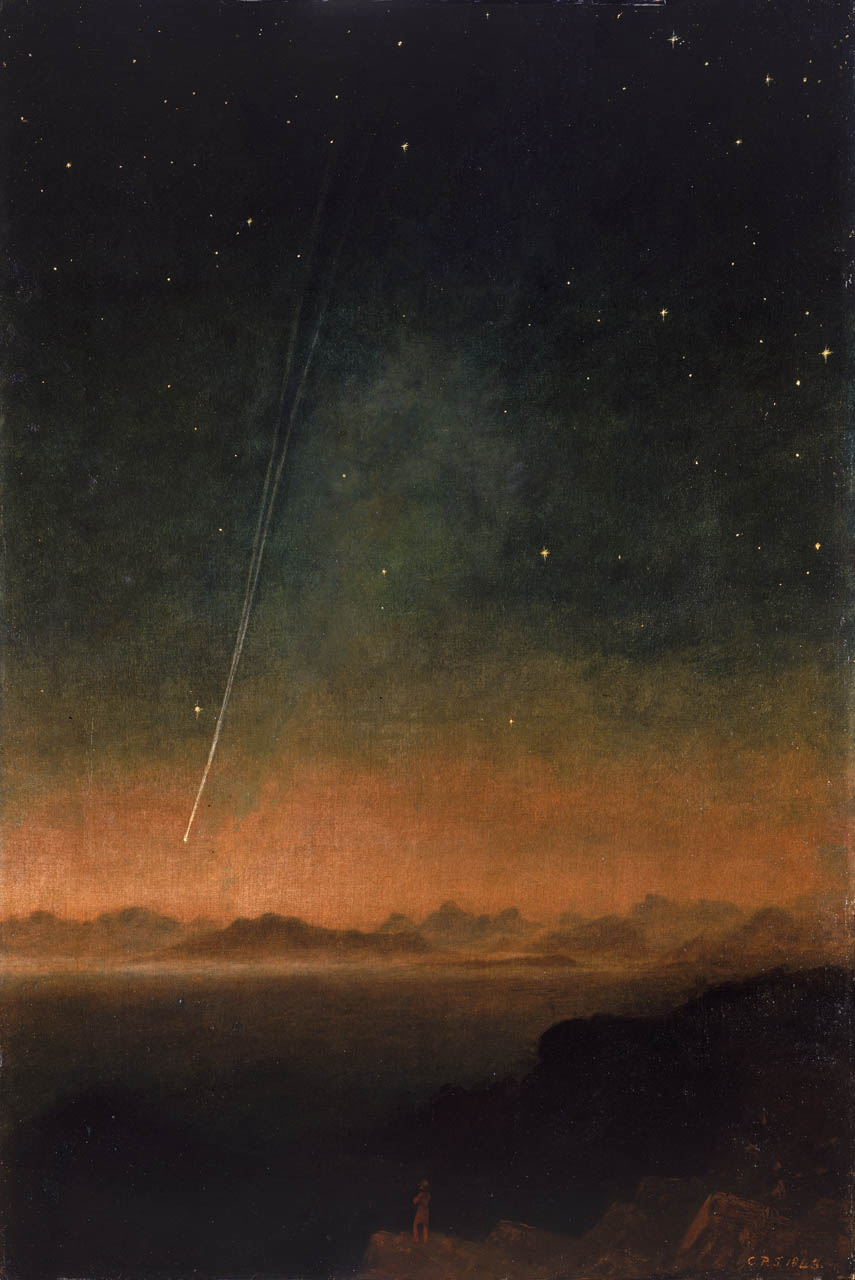
Charles Piazzi Smyth: The Great Comet of 1843

Marsden stellte 1989 ein Szenario vor, in dem die beiden Kometen C/1843 D1 und C/1880 C1 Bruchstücke eines gemeinsamen Vorläuferkometen sein könnten, der bei seinem Vorbeigang an der Sonne um das Jahr 1487 zerbrochen wäre. Dieser Vorgängerkomet könnte wiederum ein Bruchstück des Kometen von –371 gewesen sein. In diesem Fall hätte allerdings die Umlaufzeit des Kometen von 1843 nur etwa 360 Jahre betragen, was den bisherigen Erkenntnissen widerspricht. Außerdem gibt es aus dem späten 15. Jahrhundert keine Berichte über sonnenstreifende Kometen.
In sehr umfangreichen Untersuchungen wurden daraufhin von Sekanina und Paul W. Chodas neue Theorien über Ursprung und Entwicklung der Kreutz-Kometengruppe entwickelt, die derzeit den aktuellen Wissensstand wiedergeben. Demnach kann nach dem Modell der zwei Superfragmente davon ausgegangen werden, dass alle Sonnenstreifer der Kreutz-Gruppe von einem sehr großen Vorgängerkometen mit nahezu 100 km Durchmesser abstammen, der möglicherweise im späten 4. Jahrhundert oder frühen 5. Jahrhundert einige Jahrzehnte vor seinem damaligen Vorbeigang an der Sonne in zwei etwa gleich große Teile zerbrochen ist. Die beiden Superfragmente vollführten einen weiteren Umlauf um die Sonne und Superfragment I erschien wieder im Jahr 1106 als der berühmte Sonnenstreifer X/1106 C1. Superfragment II erschien nur wenige Jahre früher oder später, entging aber durch ungünstige Sichtungsbedingungen offenbar der Beobachtung, da es darüber keine Berichte gibt. Beide Superfragmente zerbrachen kurz nach ihrem damaligen extrem nahen Vorbeigang an der Sonne, innerlich geschädigt durch die enormen Gezeitenkräfte, erneut in weitere Bruchstücke (Kaskadierende Zersplitterung): Superfragment I zerfiel zunächst in zwei weitere Teile, das erste von vermutlich einigen bis einigen zehn Kilometern Größe erschien später als der Komet C/1843 D1, das andere Teil zerfiel noch einmal zwei Jahre danach in die beiden später als die Kometen C/1880 C1 und C/1887 B1 erschienenen Sonnenstreifer. Die Abstammung des Kometen C/1843 D1 vom Kometen X/1106 C1 war bereits zuvor von Ichiro Hasegawa und Syuichi Nakano nach Auswertung historischer Berichte vermutet worden. Der Komet von –371 hatte dagegen, wie sich herausstellte, keinerlei Beziehung zur Kreutz-Gruppe.
Für den Kometen C/1843 D1 gab es nach dieser Theorie zunächst noch ein Problem: Kreutz hatte 1901 aus 200 Beobachtungsdaten über einen Zeitraum von 45 Tagen Bahnparameter des Kometen bestimmt, die auf eine Umlaufzeit von 513 Jahren hindeuteten. Diese Periode weicht auch deutlich von derjenigen anderer Sonnenstreifer der Kreutz-Gruppe ab, die genau bestimmt werden konnten. Kreutz hatte diese Werte vor dem Aufkommen moderner Computer mit veralteten mathematischen Methoden berechnet und konnte die Störeinflüsse der Planeten nicht berücksichtigen. 2008 wurden daher von Sekanina und Chodas neue Bestimmungen der Bahnelemente des Kometen unter Verwendung moderner mathematischer Methoden, mit der Berücksichtigung aller Planetenstörungen, relativistischer Effekte und aktueller Referenzdaten von Vergleichssternen und einer Neubewertung von 127 Beobachtungsdaten über 45 Tage durchgeführt. Die Berechnungen, die insgesamt zu 8 Sätzen von Bahnelementen (Solutions I–VIII) führten, ergaben eine nahezu sichere Umlaufzeit des Kometen zwischen 600 und 800 Jahren. Damit wurde die Herkunft des Kometen als großes (vielleicht das größte) Bruchstück des sonnenstreifenden Kometen X/1106 C1 als möglich und wahrscheinlich bestätigt. Sekanina und Chodas versuchten auch, die Wirkung nicht-gravitativer Kräfte auf den Kometen in ihren Modellierungen zu erfassen, dies führte aber zu keinen sinnvollen Resultaten. Ihre sicherlich vorhandenen Effekte sollten aber zumindest teilweise auch in den rein gravitativen Modellen berücksichtigt sein.
Die folgenden Angaben beruhen auf den Bahnelementen der Solution II von Sekanina und Chodas. Sie unterscheiden sich nur minimal von den in der Infobox angegebenen Bahnelementen von Kreutz, allerdings führt eine geringfügig größere Exzentrizität von 0,999933 zu einer Großen Halbachse von 82,0 AE und einer deutlich längeren Umlaufzeit.

## Umlaufbahn
Für den Kometen konnte von Sekanina und Chodas eine elliptische Umlaufbahn bestimmt werden, die um rund 144° gegen die Ekliptik geneigt ist. Die Bahn des Kometen steht damit schräg gestellt zu den Bahnebenen der Planeten, er durchläuft seine Bahn gegenläufig (retrograd) zu ihnen. Im sonnennächsten Punkt der Bahn (Perihel), den der Komet am 27. Februar 1843 durchlaufen hat, befand er sich mit etwa 0,82 Mio. km Sonnenabstand nur 120.000 km, d. h. gut 1⁄6 des Sonnenradius über deren Oberfläche. Bereits am 27. Januar hatte er sich der Erde bis auf etwa 129,9 Mio. km (0,87 AE) genähert. Am 28. Februar kam er dem Merkur bis auf 59,8 Mio. km und der Venus bis auf 104,8 Mio. km nahe und am 5. März näherte er sich der Erde noch einmal bis auf etwa 126,0 Mio. km (0,84 AE).
Nach den neueren Untersuchungen ist der Komet wahrscheinlich ein Bruchstück des sonnenstreifenden Kometen X/1106 C1, danach hätte seine Umlaufzeit bis zu seiner letzten Passage des inneren Sonnensystems 737 Jahre betragen. Unter dieser Annahme (darauf beruht die Forced Solution II von Sekanina und Chodas) und bei seiner unveränderten Existenz könnte er etwa um das Jahr 2192 den sonnenfernsten Punkt (Aphel) seiner Bahn erreichen, wo er etwa 23,6 Mrd. km von der Sonne entfernt wäre, fast 160-mal so weit wie die Erde und über 5-mal so weit wie Neptun. Seine Bahngeschwindigkeit im Aphel beträgt nur etwa 0,02 km/s. Der nächste Periheldurchgang des Kometen könnte dann möglicherweise um das Jahr 2540 (Unsicherheit ±130 a) stattfinden.
Viel wahrscheinlicher ist jedoch, dass der Komet wie seine direkten Vorgänger und viele andere Mitglieder der Kreutz-Gruppe weiter zerfällt. Ein solcher spontaner Zerfall kann an jeder Stelle seines folgenden Umlaufs um die Sonne erfolgen, aber wann die Bruchstücke in das innere Sonnensystem zurückkehren, hängt stark davon ab, wo und wann dieses Auseinanderbrechen geschieht (oder bereits geschehen ist). Einzelne Bruchstücke könnten nach dem Zerfall neue Umlaufzeiten in einem weiten Bereich von ½ bis zum Mehrfachen der alten Umlaufzeit aufweisen und könnten somit irgendwann frühestens ab dem 22. Jahrhundert oder erst nach über tausend Jahren wiedererscheinen.

## Trivia
Das Auftreten des Kometen wird im deutschen Kino- und Heimatfilm Die andere Heimat – Chronik einer Sehnsucht von Filmemacher Edgar Reitz filmisch thematisiert. Neben einer Trickdarstellung der Kometenpassage wird insbesondere der Eindruck, den der Komet bei den Einwohnern der fiktiven Gemeinde Schabbach hinterlassen hat, dargestellt.

## Zeitschriftenartikel
- Der Komet. In: Illustrirte Zeitung. Nr. 1. J. J. Weber, Leipzig 1. Juli 1843, S. 8 (Wikisource)..
- A. K., Robert Hermann Schomburgk: Die Erscheinung des Kometen in der südlichen Hemisphäre. In: Illustrirte Zeitung. Nr. 4. J. J. Weber, Leipzig 22. Juli 1843, S. 62–63 (Wikisource).